# Orlando Rodríguez
Orlando Edmundo Rodríguez Llorente (Colón, 9 agosto 1984) è un ex calciatore panamense, di ruolo attaccante.

## Caratteristiche tecniche
È una punta centrale.

## Carriera

### Club
Comincia a giocare nell'Arabe Unido. Nel 2005 passa al Deportivo Pereira. Nel 2006, dopo una breve esperienza, torna all'Arabe Unido. Nel gennaio 2007 si trasferisce al La Equidad. Nell'estate 2007 viene acquistato dal FAS. Nel 2008 passa all'Arabe Unido, in cui milita fino al 2012. Nel 2013 passa all'Alianza. Nell'estate 2013 torna per la quarta volta in carriera all'Arabe Unido. Nel gennaio 2014 viene acquistato dal San Francisco. Al termine della stagione rimane svincolato.

### Nazionale
Ha debuttato in Nazionale nel 2004. Ha messo a segno la sua prima rete con la maglia della Nazionale l'11 gennaio 2013, nell'amichevole Panama-Guatemala (3-0), in cui ha messo a segno la rete del definitivo 3-0. Ha partecipato, con la maglia della Nazionale, alla Gold Cup 2009. Ha collezionato in totale, con la maglia della Nazionale, 15 presenze e una rete.

## Palmarès

### Club

#### Competizioni nazionali
- Asociación Nacional Pro Fútbol: 4

Arabe Unido: 2004, 2008, 2009, 2010